# Universitat (métro de Barcelone)
Universitat est une station de correspondance entre la ligne 1 et la ligne 2 du métro de Barcelone. Elle est située dans le district Eixample, à Barcelone en Catalogne.
Elle est mise en service en 1926 et devient une station de correspondance du métro en 1995.

## Situation sur le réseau

Plan du métro de Barcelone (2019).

Établie en souterrain, la station de corresspondance Universitat est située : sur la ligne 1 du métro de Barcelone, entre la station Urgell en direction de la station terminus Hospital de Bellvitge, et la station Catalunya, en direction de la station terminus Fondo ; sur la ligne 2 du métro de Barcelone, entre la station Sant Antoni en direction de la station terminus Paral·lel, et la station Passeig de Gràcia, en direction de la station terminus Badalona Pompeu Fabra,.

## Histoire
La station  Universitat est mise en service le 10 juin 1926 sur la ligne L1 du métro de Barcelone. Elle doit son nom à l'ancienne université de Barcelone. La station de la ligne 2 est mise en service le 25 septembre 1995.

## À proximité
- Université de Barcelone